# Miuccia Prada
Miuccia Prada (ur. 10 maja 1949 w Mediolanie) – włoska projektantka mody oraz bizneswoman. Wnuczka założyciela Domu Mody Prada, dzięki której marka ta stała się znana na całym świecie.

## Życiorys
Maria Bianchi Prada urodziła się 10 maja 1949 roku w Mediolanie. Rodzina pieszczotliwie nazywała ją Miuccia. Jest wnuczką Mario Prady – założyciela i pierwszego projektanta galanterii skórzanej marki Prada.
Miuccia Prada ukończyła studia politologiczne, a po obronie doktoratu wstąpiła do partii komunistycznej. Uczestniczyła także w protestach. Pierwotnie nie chciała przejmować rodzinnego biznesu, jednakże za namową członków rodziny zgodziła się, aby poprowadzić markę po śmierci jej dziadka. Odziedziczyła firmę w 1978 roku. Kilka lat później poznała Patrizio Bartellimiego, który wykonywał podróbki torebek i innych wyrobów Prady. Miuccia widząc wysoką jakość falsyfikatów postanowiła zatrudnić Patrizia, który 8 lat po ich pierwszym spotkaniu został jej mężem.
W 1988 roku Miuccia stworzyła pierwszą linię damskich ubrań, której myślą przewodnią była krytyka snobizmu. Linia męska marki Prada powstała natomiast w latach 90.
Razem z mężem, biznesmenem Patrizio Bartellim rozwinęli działalność rozszerzając dorobek o nowe wzory i wprowadzając produkty gotowe oraz akcesoria. Mają udziały w takich firmach jak Gucci oraz Jil Sander.
Miuccia Prada jest uznawana za jedną ze stu najbardziej wpływowych kobiet na świecie. Majątek projektantki w 2012 roku szacowano na 6,8 mld USD. W tym samym roku zajęła 139. pozycję na światowej liście miliarderów magazynu Forbes. W listopadzie 2016 wraz z innymi kobietami została wyróżniona tytułem Women of the Year magazynu „Glamour”.